# Воздвиженка (Беляевский район)
Воздвиженка — обезлюдевший посёлок в Беляевском районе Оренбургской области России. Входит в состав Раздольного сельсовета.

## География
Посёлок находится в центральной части Оренбургской области, в степной зоне, на берегах реки Бурлы, вблизи государственной границы с Казахстаном, на расстоянии примерно 38 километров (по прямой) к юго-востоку от села Беляевки, административного центра района.
Климат
Климат характеризуется как резко континентальный, засушливый, с холодной малоснежной зимой и жарким сухим летом. Средняя температура воздуха для летнего периода — 21,2 °C (абсолютный максимум — 42 °С); для зимнего периода — −15,8 °C (абсолютный минимум — −44 °С). Среднегодовое количество осадков составляет 320 мм.
Часовой пояс
Посёлок Воздвиженка, как и вся Оренбургская область, находится в часовой зоне МСК+2. Смещение применяемого времени относительно UTC составляет +5:00.

## История
Основано в 1916 (или 1917) году украинскими переселенцами из Херсонской и Екатеринославской губерний. В 1925 году в Воздвиженке был организован Октябрьский сельсовет. В 1929 году, в ходе коллективизации, был образован колхоз «Победа», который в 1957 году был реорганизован в одно из отделений совхоза «Бурлыкский». С 1971 года в составе Раздольного сельсовета.

## Население
| 2010 |
| ---- |
| 0    |